# Etayoa bacatensis
L'etayoa (Etayoa bacatensis) è un mammifero estinto, appartenente agli xenungulati. Visse nel Paleocene medio-superiore o forse nell'Eocene inferiore (circa 58 - 54 milioni di anni fa) e i suoi resti fossili sono stati ritrovati in Sudamerica.

## Descrizione
Questo animale è noto solo per una mandibola con denti, ed è quindi impossibile ricostruirne l'aspetto. Dal raffronto con animali simili ma meglio conosciuti, come Carodnia, si suppone che Etayoa fosse un animale dalle forme pesanti. Le dimensioni di Notoetayoa erano in ogni caso di molto inferiori a quelle di Carodnia, ed è possibile che fosse grande quanto un grosso cane. Etayoa, come Carodnia, era dotato di molari bilofodonti. I molari inferiori erano dotati di un trigonide ben sviluppato, e il paraconide era ben definito. Rispetto all'affine Notoetayoa, il metacristide era alto e allungato, e il precingulide era meno sviluppato (simile a quello di Carodnia). Il bacino del talonide non era aperto lingualmente come in Carodnia, ma chiuso (come in Notoetayoa). L'entoconide era più piccolo di quello di Notoetayoa. 

## Classificazione
Etayoa bacatensis venne descritto per la prima volta nel 1987, sulla base di fossili ritrovati nella formazione di Bogotà in Colombia, risalente probabilmente alla fine del Paleocene. Etayoa è considerato un membro degli xenungulati, un gruppo enigmatico di mammiferi ungulati sudamericani, dalle affinità incerte. Secondo lo studio, la scoperta di Etayoa ha contribuito a chiarire le affinità di questi animali, che non sarebbero stretti parenti dei piroteri (come ritenuto in precedenza) ma degli astrapoteri. In ogni caso, Etayoa farebbe parte di una famiglia a sé stante (Etayoidae), distinta da Carodnia e comprendente anche Notoetayoa, descritto successivamente. 

## Etimologia
Il nome Etayoa onora il paleontologo Fernando Etayo Serna, che contribuì notevolmente alla ricerca paleontologica e stratigrafica in Colombia. L'epiteto specifico, bacatensis, si riferisce a Bacatà, il nome in lingua Muysccubun per il principale insediamento della confederazione Muisca meridionale; questo nome è stato usato per la capitale Bogotà, fondata in una differente zona rispetto all'originale Bacatà.